# Dicranota (Dicranota) longisector
Dicranota (Dicranota) longisector is een tweevleugelige uit de familie Pediciidae. De soort komt voor in het Oriëntaals gebied.